# Karol Radek

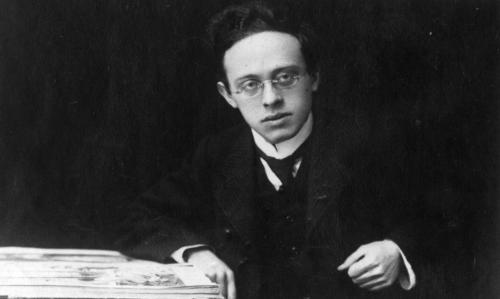
Karol Radek w 1919 r.

Karol Radek, właściwie Karol Sobelsohn (ur. 31 października 1885 we Lwowie, zm. 19 maja 1939 w Wierchnieuralsku) – działacz Kominternu, polskiego, niemieckiego i rosyjskiego ruchu socjaldemokratycznego i komunistycznego, polityk bolszewicki, dziennikarz i publicysta pochodzenia żydowskiego.

## Życiorys
Uczęszczał do gimnazjum w Tarnowie, następnie ukończył studia historyczne na Uniwersytecie Jagiellońskim. W latach 1903–1904 był członkiem Polskiej Partii Socjalno-Demokratycznej Galicji i Śląska Cieszyńskiego (PPSD). Przybrał wówczas pseudonim „Radek” – od nazwiska bohatera powieści Stefana Żeromskiego Syzyfowe prace Andrzeja Radka. W 1904 przeszedł do SDKPiL, gdzie był bliskim współpracownikiem Róży Luksemburg; działał także w socjaldemokracjach niemieckiej i rosyjskiej oraz publikował w prasie lewicowej. W latach 1905–1906 był członkiem Centralnej Komisji Socjaldemokratycznych Związków Zawodowych w Warszawie. Uczestniczył w Warszawie w wydarzeniach rewolucji 1905 roku. W 1912 roku na skutek narastającego konfliktu z Różą Luksemburg i jej najbliższym współpracownikiem Leonem Jogichesem został usunięty z SDKPiL.  Podczas I wojny światowej prowadził działalność pacyfistyczną w Szwajcarii i Szwecji. Pierwotnie związany z grupą lewicowo-centrystycznych mieńszewików nastawionych internacjonalistycznie skupioną wokół Martowa. Był jedną z głównych postaci „ruchu zimmerwaldzkiego”.  Nawiązał wówczas współpracę z przebywającym na emigracji Leninem; był jednym z pośredników między kierownictwem partii bolszewickiej a niemieckim Sztabem Generalnym. Po rewolucji październikowej przybył do Rosji i objął stanowisko kierownika Wydziału Zagranicznego Centralnego Komitetu Wykonawczego Rad oraz szefostwo Wydziału Europy Centralnej w Ludowym Komisariacie Spraw Zagranicznych. W 1918 jako „lewicowy komunista” był przeciwnikiem pokoju brzeskiego.
W 1918 i 1919 przebywał w Niemczech, gdzie pomagał organizować Komunistyczną Partię Niemiec oraz planował rewolucję komunistyczną. Był zwolennikiem utworzenia wspólnej platformy komunistów oraz nacjonalistów niemieckich przeciwko francuskim wojskom okupacyjnym w Nadrenii. Został aresztowany przez Niemców i osadzony w więzieniu w berlińskiej dzielnicy Moabit, a następnie deportowany do Polski. Wraz z żoną odzyskał wolność 15 marca 1920 w toku wymiany za Henryka Gorzechowskiego i jego małżonkę. W 1920 r. Radek powrócił do Rosji. Pracował w Kominternie oraz jako dziennikarz w prasie radzieckiej, reprezentując półoficjalne stanowisko bolszewickie w sprawach międzynarodowych. Od stycznia 1922 r. przebywał w Berlinie. Jako zaufany człowiek Lenina był zaangażowany w podpisanie w Rapallo (16 kwietnia 1922 r.) porozumienia pomiędzy Rosją i Niemcami. Od 1923 zwolennik Lwa Trockiego i Opozycji Lewicowej, po umocnieniu się władzy Józefa Stalina został w grudniu 1927 wykluczony z WKP(b) jako trockista.
W latach 1928–1929 pozostawał na zesłaniu, poza działalnością partyjną. W 1929 ogłosił zerwanie z trockizmem i samokrytykę, dzięki czemu powrócił do łask. Otrzymał stanowisko doradcy Stalina ds. polityki międzynarodowej oraz komentatora Izwiestii. W 1934  odbył oficjalną wizytę w Polsce, podczas której  odwiedził mieszkającą w Tarnowie matkę i prywatnie spotkał się ze Stefanem Jaraczem, kolegą gimnazjalnym. Jako utalentowany, ale cyniczny dziennikarz gromił swoich dawnych towarzyszy i innych wrogów Stalina, żądając dla nich kary śmierci. Autor panegiryku Architekt społeczeństwa socjalistycznego, był jednym z pierwszych głosicieli kultu jednostki Stalina. We wrześniu 1936 ponownie aresztowany przez NKWD, osądzony w styczniu 1937 w procesie pokazowym „siedemnastu” („paralelnego centrum trockistowskiego”). Wypełniał wszelkie polecenia śledczych i „w nagrodę” został skazany tylko na 10 lat łagru, gdzie w 1939 został zabity przez więźniów kryminalnych (tzw. urków).